# Festung Düsseldorf

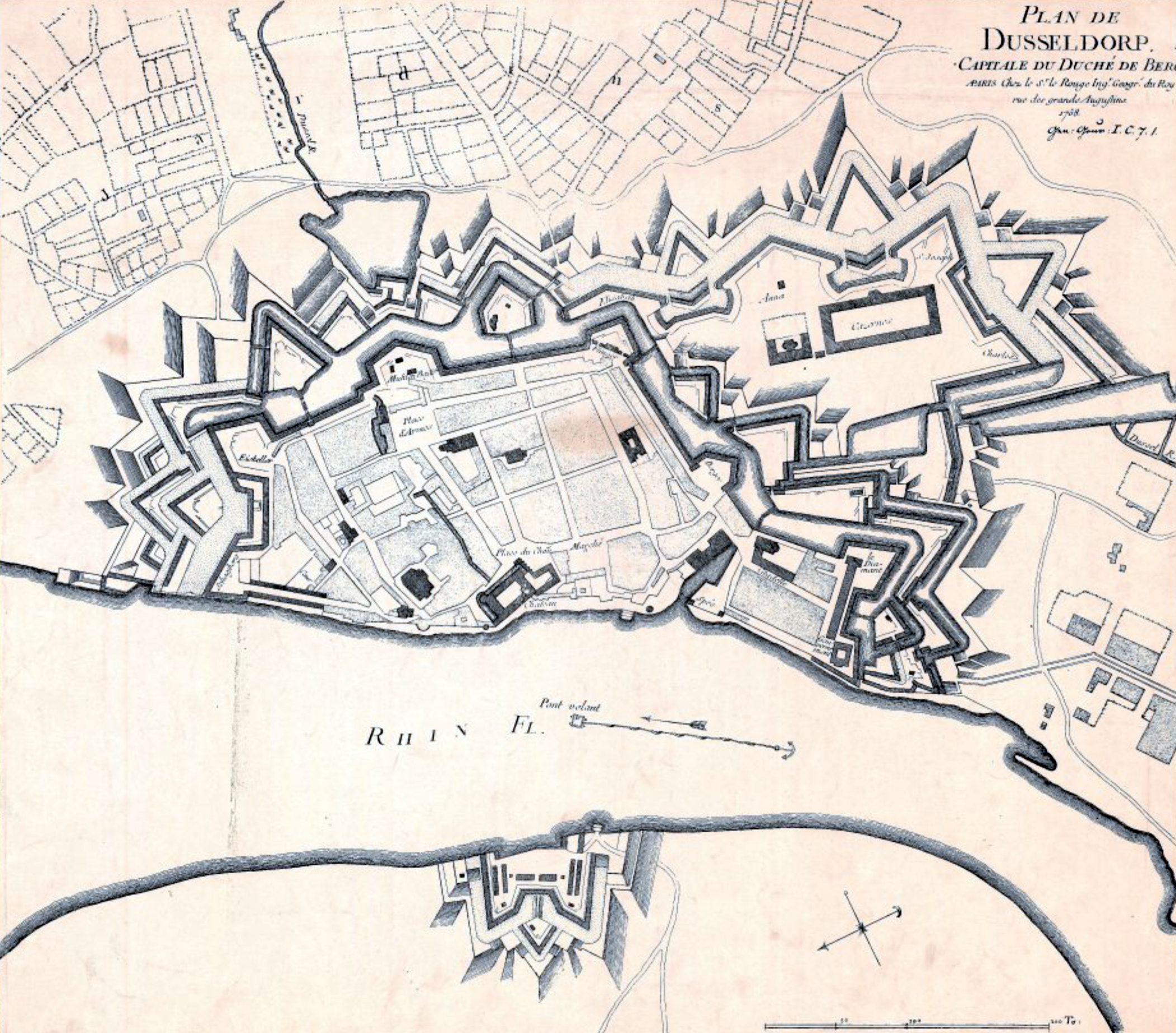
Georges Louis Le Rouge: Plan de Dusseldorp, Capitale du Duché de Berg – Karte der Festung Düsseldorf mit dem linksrheinischen Fort Düsselburg, 1758

Die Festung Düsseldorf war ein seit dem Mittelalter mehrfach erweitertes Befestigungswerk, das die Stadt Düsseldorf bis zu Beginn des 19. Jahrhunderts schützte.

## Die erste Fortifikation

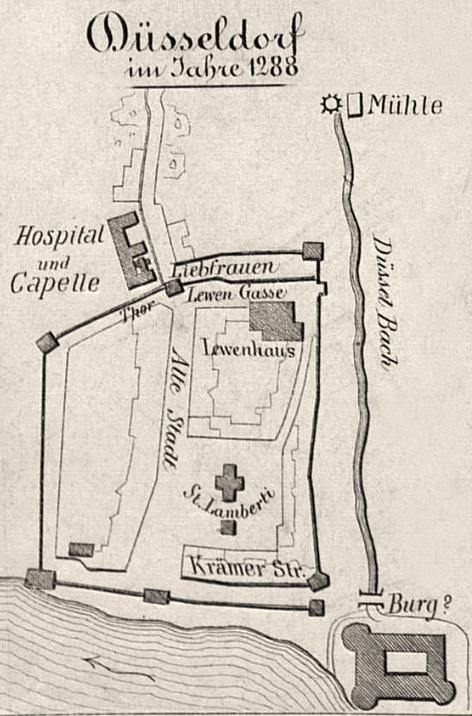
Ernst von Schaumburg: Düsseldorf im Jahre 1288 – Illustration zur mittelalterlichen Entstehung der Festung Düsseldorf, 1866

Nach der gewonnenen Schlacht von Worringen 1288 suchte Graf Adolf V. von Berg nach Wegen, seine Macht am Rhein zu festigen. Er erhob Düsseldorf, wo an der Rheinmündung der Düssel seit 1260 eine Niederungsburg bestand, zur Stadt und ließ sie mit einem Ringwall, Doppelgraben und einem Palisadenzaun befestigen. Ursprünglich umfasste die Wehranlage ein nur 38.000 m² großes Stadtgebiet rund um den heutigen Straßenzug Altestadt, wobei die Burg der Grafen von Berg in dieser Phase noch außerhalb der Umwehrung lag und selbst nur durch einen Wassergraben bewehrt war, der von der Düssel gespeist wurde. Die Holz-Erde-Anlage wurde später sukzessive durch eine Stadtmauer ersetzt. Überregional wirtschaftende Handwerker und Händler siedelten sich anfangs jedoch kaum an. Hier war die Konkurrenz der benachbarten international agierenden Handelsstädte Köln und Duisburg zu mächtig. Auch machte das 1259 von Konrad von Hochstaden gewährte Kölner Stapelrecht den Standort Düsseldorf für Händler unattraktiv. So bestand die Bevölkerung der jungen Stadt noch lange vor allem aus Bauern, die die umgebenden Felder bewirtschafteten. Der bürgerliche Mittelstand wurde in dieser Zeit vornehmlich aus gräflichen Beamten gebildet. Nach dem Tode Graf Adolfs V. ließ das Interesse des Hauses Berg am Ausbau und der Befestigung Düsseldorfs nach. Das Haus Berg nutzte mal Altenberg, mal Bensberg und mal Schloss Burg an der Wupper als gräfliche Residenz. Dennoch prosperierte Düsseldorf allmählich, insbesondere im Zuge des sich im Spätmittelalter entwickelnden Handels.

## Die erste und zweite Stadterweiterung

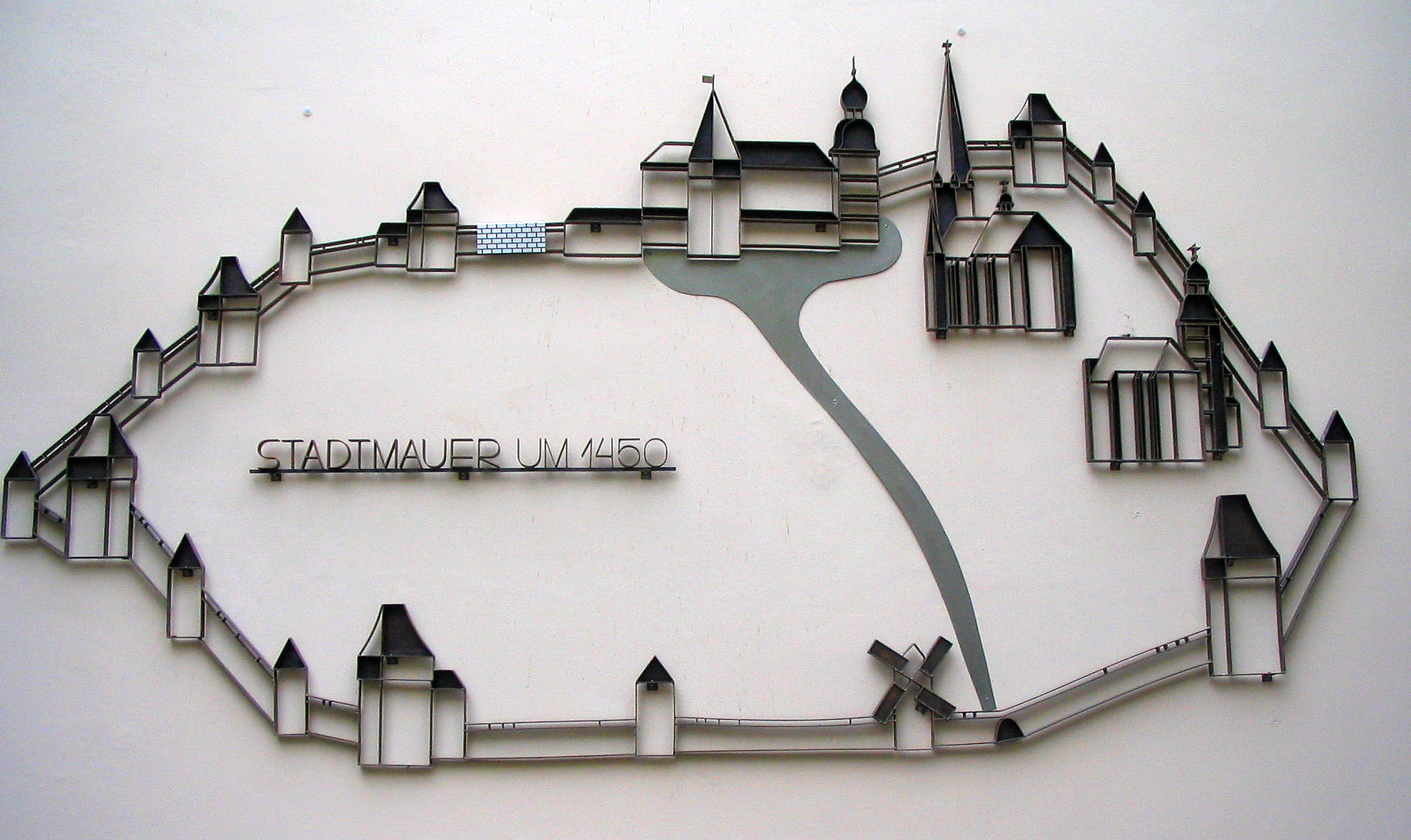
Plastik Stadtmauer um 1450, Ferdi Walther, 1983, Rathaus Düsseldorf

Schon in den folgen Jahrzehnten erwies sich das Stadtgebiet für die rasch größer werdende städtische Bevölkerung als zu klein. Im 14. Jahrhundert expandierte die Stadt nach Osten, wo ab 1335 eine aufblühende Vorstadt entstand. Im großen Abendländischen Schisma hatte Wilhelm II. von Berg die Seite von Papst Urban VI. unterstützt. Hierfür erhob ihn König Wenzel 1380 in den Herzogstand. Als Herzog Wilhelm I. von Berg wählte er Düsseldorf zur Residenzstadt und forcierte dessen Ausbau und Befestigung. Auch den bergischen Rheinzoll verlegte er mit Genehmigung Karls IV. 1377 nach Düsseldorf. Bereits 1384 wurde die östliche Vorstadt in den zweiten Mauerring einbezogen. Mit der Residenzwahl hatte Wilhelm I. Düsseldorf bis 1380 noch zur Münzstätte erhoben. Mit dem Erzbistum Köln, das den alleinigen wirtschaftlichen Machtanspruch auf den Rheinlauf zwischen Andernach bis Rees inklusive des Leinpfads erhob, geriet er so in Konflikt. Ab 1394 wurde Düsseldorf nochmals nach Süden beträchtlich ausgebaut. Am Ende des 14. Jahrhunderts zählte Düsseldorf 2100 Einwohner. Davon lebten 1200 Einwohner innerhalb der Stadtmauern. Auch die Süderweiterung wurde bald darauf von einer Mauer umzogen. Damit wurde eine Fläche von etwa 225 000 m² eingefasst.
Bis 1908 sollte diese Stadtgrenze Bestand haben. Zu Beginn des 15. Jahrhunderts war Düsseldorf über fünf Haupttore zu betreten. Namentlich waren das das Ratinger, das Flinger, das Berger, das Rhein- und das Zolltor. Zusätzlich gesichert wurde die Umwehrung durch eine heute nicht mehr bekannte Anzahl von Türmen. Die Ecktürme wiesen einen quadratischen Grundriss auf, während die Seitentürme einen halbrunden Grundriss hatten, der stadtseitig offen war.

## Der Beginn des bastionären Ausbaus

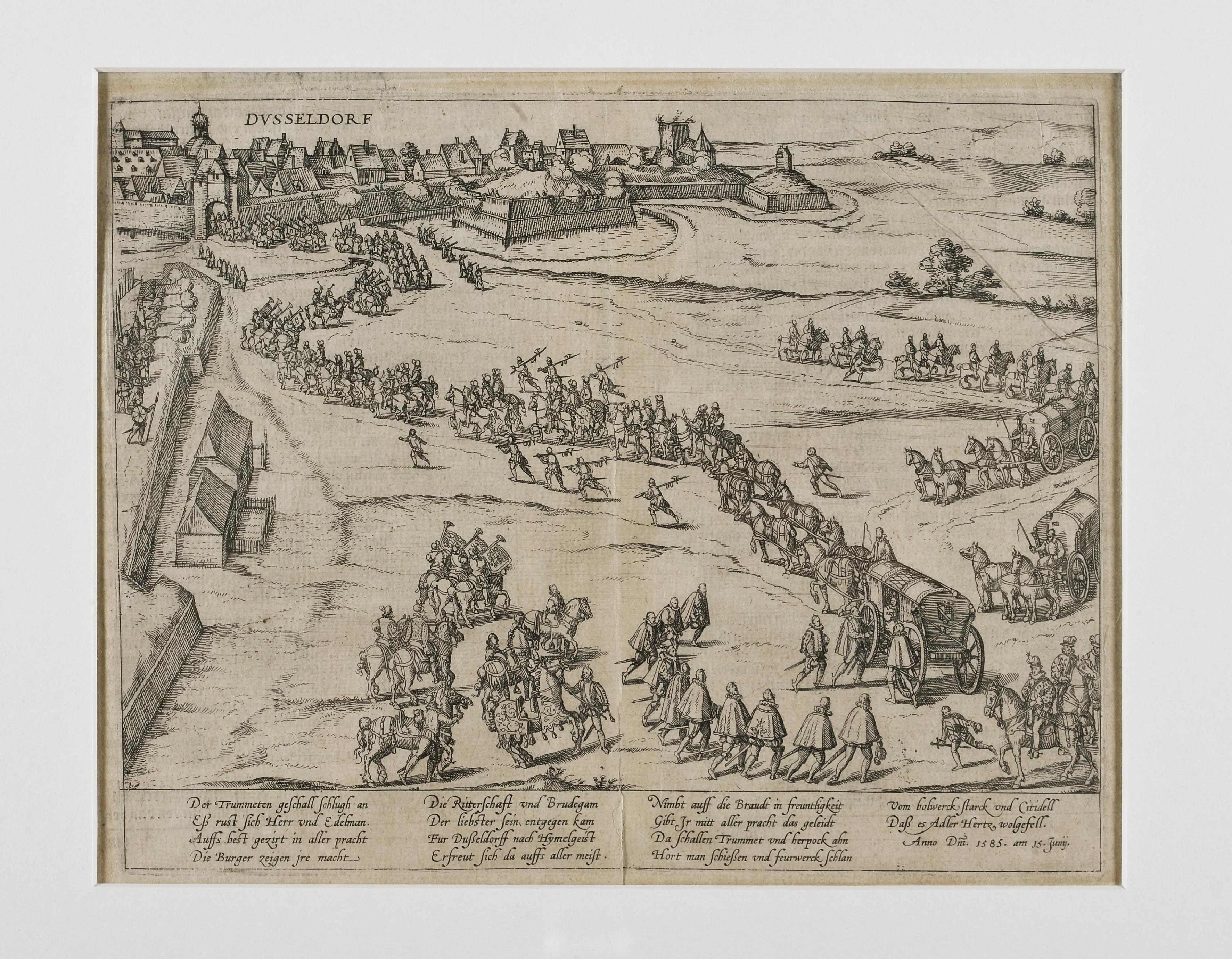
Ansicht der Stadtbefestigung von Osten, gestochen von Frans Hogenberg, 1587

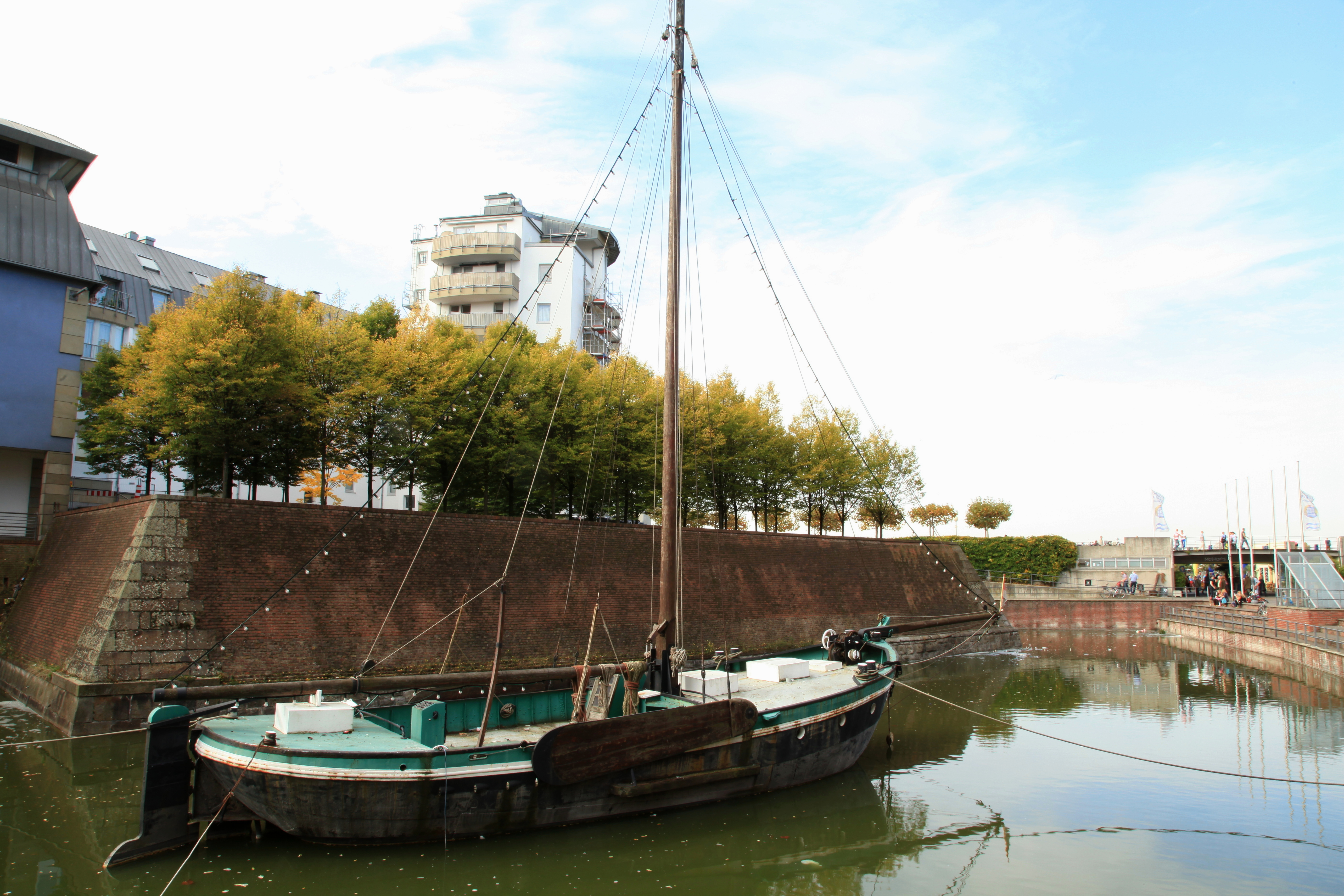
Rekonstruktion der historischen Stadtbefestigung (Bastion der ehemaligen Zitadelle) am Alten Hafen, 2012

Mit der Einführung von Pulverwaffen im 14./15. Jahrhundert waren die konventionellen mittelalterlichen Befestigungswerke aus Türmen, Toren und Mauern rasch veraltet. Düsseldorf versuchte schon im 15. Jahrhundert, seine Stadtmauer durch vorgelagerte Erdwerke behelfsmäßig zu schützen. 1511 ist das erste Bollwerk, vermutlich ein Rondell, urkundlich bezeugt.
Zwischen 1538 und 1543 war Düsseldorf die Hauptstadt der Vereinigten Herzogtümer Jülich-Kleve-Berg. Drohende Auseinandersetzungen mit dem römisch-deutschen Kaiser Karl V. um Erbansprüche auf das Herzogtum Geldern veranlassten Johann III., Herzog von Jülich-Kleve-Berg, mit dem bastionären Ausbau der Stadt zu einer neuzeitlichen Festung zu beginnen. Folglich beschloss der Düsseldorfer Landtag bereits 1538 den Status der Stadt als Landesfestung.
In der ersten Phase wurden rasch weitere Rondelle an Stelle der Türme vor die mittelalterliche Stadtmauer gebaut, die dann sukzessive durch moderne Bastionen ersetzt wurden. Es entstanden neben der Bastion Elisabeth Augusta am Eiskellerberg noch die Mühlen-, auch die Friedrichs- oder Fridericusbastion am Friedrichsplatz, die Flingerbastion sowie die Berger Bastion am Carlsplatz. Es entstand auch eine Werft als befestigter Kaihafen am Rheinufer. Dem Vorbild der Festung Jülich folgend wurde noch in der ersten Ausbauphase nach Plänen von Alessandro Pasqualini im Süden der Stadt eine Zitadelle angelegt, in deren Zentrum ein repräsentatives Schloss als Palazzo in fortezza entstehen sollte. Anfangs war die Zitadelle jedoch bloß als einfaches, von einem Trockengraben umwehrtes Erdwerk ausgeführt.
Nach dem Dritten Geldrischen Erbfolgekrieg, der mit einer Niederlage des Hauses Jülich-Kleve-Berg gegen Karl V. und dem Vertrag von Venlo endete, ging der Festungsausbau ungemindert weiter. Um 1570 geriet der Ausbau aus finanziellen Gründen ins Stocken und wurde zunächst eingestellt. Die Befestigungsanlage verfiel zunehmend und erfüllte nur noch unzureichend ihre Funktion. Erst 1590 waren wieder Geldmittel für die Instandhaltung und den weiteren Ausbau vorhanden, die Maßnahmen kamen aber nur unzureichend in Gang.

## Die Festung ab 1600

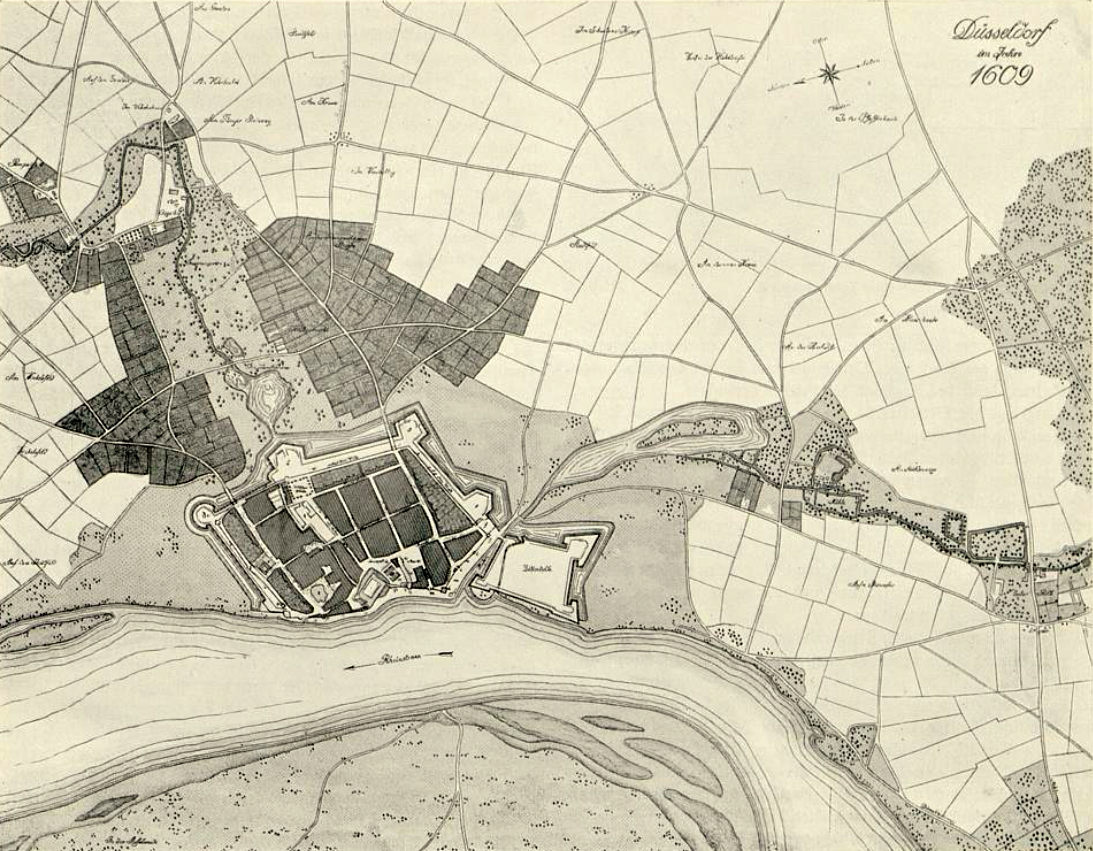
Düsseldorf im Jahre 1609 – Illustration aus dem Jahr 1939

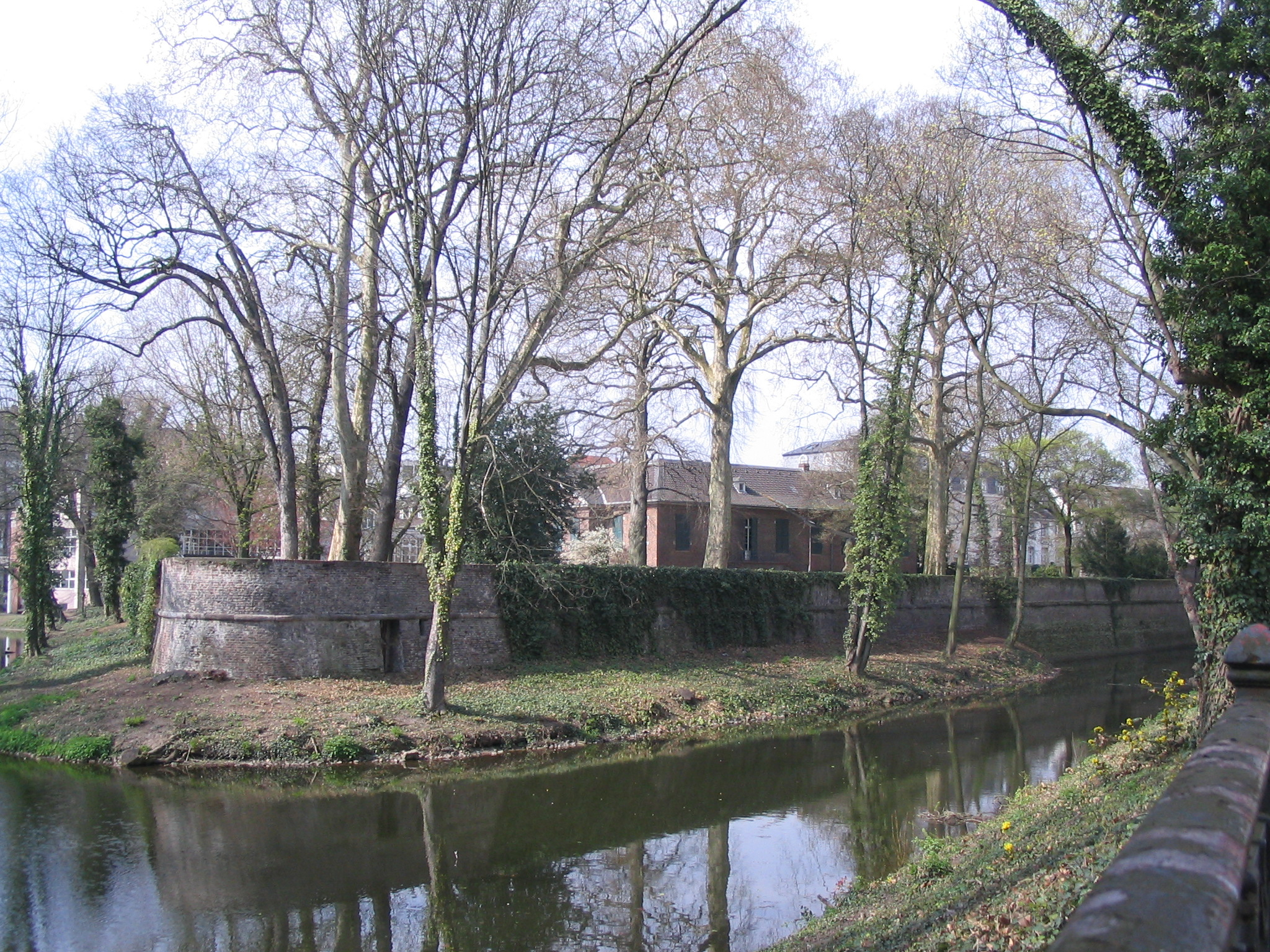
Reste der historischen Stadtbefestigung (Bastion der ehemaligen Zitadelle) am Spee’schen Graben, 2012

Aufgrund der durch Konfessionalisierung steigenden Gefahr politischer Unruhen in der Region, die im 17. Jahrhundert beim Jülich-Klevischen Erbfolgestreit erstmals kulminierte, wurden die Befestigungsanlagen stetig verbessert.
Nachdem Herzog Wolfgang Wilhelm von Pfalz-Neuburg durch den Vertrag von Xanten im November 1614 mit dem Herzogtum Berg auch Düsseldorf zugesprochen bekommen hatte, forcierte er den weiteren Ausbau der Festung. Hierzu berief er Antonio Serro nach Düsseldorf. Auch Adolph vom Kamp nahm er als Baumeister in seine Dienste. Während des Dreißigjährigen Krieges und des Niederländischen Freiheitskriegs blieb das Herzogtum Jülich-Berg neutral. Dennoch kam dessen Hauptstadt 1630 unter schweren Beschuss, da in Düsseldorf spanische Soldaten einquartiert waren. Herzog Wolfgang Wilhelm gelang es, weiterhin die Neutralität zu bewahren, indem er den Abzug der Spanier und die Schleifung anderer Festungen im Herzogtum zusagte. Düsseldorf behielt seine Festungsanlagen und baute diese weiter aus. Im Schwedenkrieg forderte die kaiserliche Seite Wolfgang Wilhelm 1634 auf, seine Neutralität aufzugeben. Im Gegenzug sollte Düsseldorf von den Spaniern Mittel erhalten, seine Festung weiter zu verstärken. Das betraf besonders den Bau eines linksrheinischen Forts. Einen Rückschlag erfuhr der Ausbau noch im selben Jahr, als ein Blitz den Pulverturm zerstörte. Bei der Explosion wurden neben zahlreichen Häusern auch die Kirche St. Lambertus und das Düsseldorfer Schloss in Mitleidenschaft gezogen.
Da die umgebenden Orte und Ackerflächen am Niederrhein und im Bergischen Land weitgehend von durchziehenden Truppen und marodierenden Banden verheert worden waren, suchten immer mehr Flüchtlinge Schutz in der Festung Düsseldorf. Durch den plötzlichen Bevölkerungszuwachs durch die Flüchtlinge und durch einquartierte Garnisonen kam es zu Versorgungsengpässen für die Menschen innerhalb der Mauern, zumal durch die zerstörte landwirtschaftliche Infrastruktur kaum noch Lebensmittel in die Stadt gelangten. Mehrfach brachen Seuchen aus. Der Graben der um 1641 fertiggestellten Zitadelle in der Südstadt wurde benässt. Zudem erhielt sie zwei Bastionen zur Neustadt hin: die Bastionen Diemantstein am Spee’schen Graben sowie St. Thomas, in die das Haus des Gouverneurs integriert wurde. Auch der Rheinhafen (heute Schulstraße) bekam mit der Spee’schen Bastion ein modernes Festungswerk. In diesem Rahmen erfolgte auch der Ausbau der Bastionen Elisabeth Augusta und Fridericus sowie der Flinger und der Berger Bastion. Zwischen die Bastionen wurden in das Grabenwerk Ravelins gebaut und zusätzliche Gräben angelegt. Am Rheinufer und vor den Bastionen entstanden vorgelagerte Lünette. Als Landesbaumeister dieser Phase der Festungsgeschichte ist insbesondere Johann Lollio nachgewiesen.

## Die barocke Residenzfestung und die dritte Stadterweiterung

Blick über den Rheinkran am Alten Hafen in Richtung der Zitadelle (links), Zeichnung von Jan de Bisschop, 17. Jahrhundert

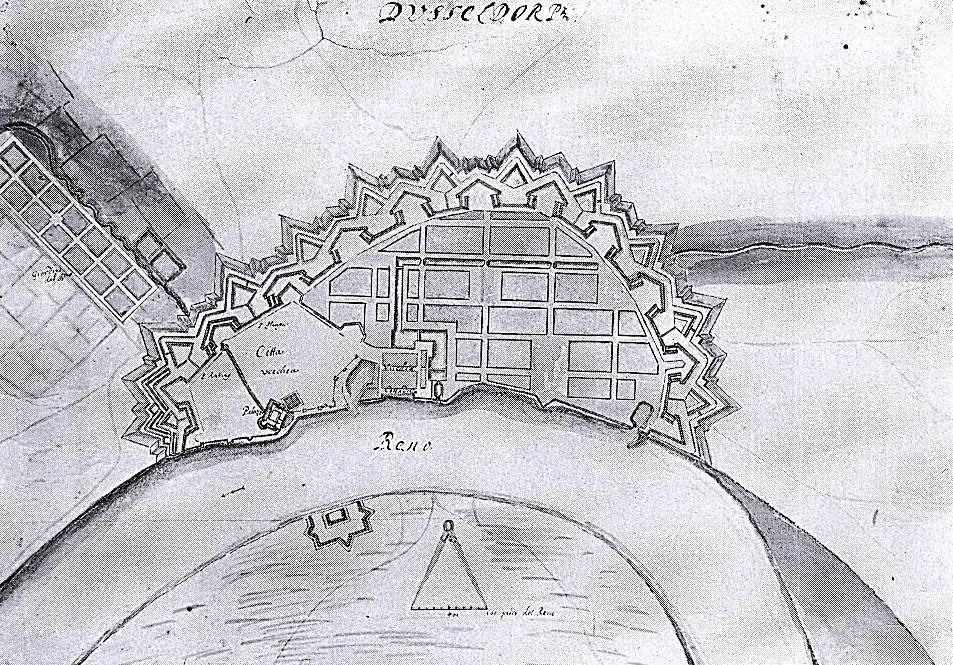
Michael Cagnon: Entwurf zur Erweiterung („Extension“) der Festung Düsseldorf, 1697/1699

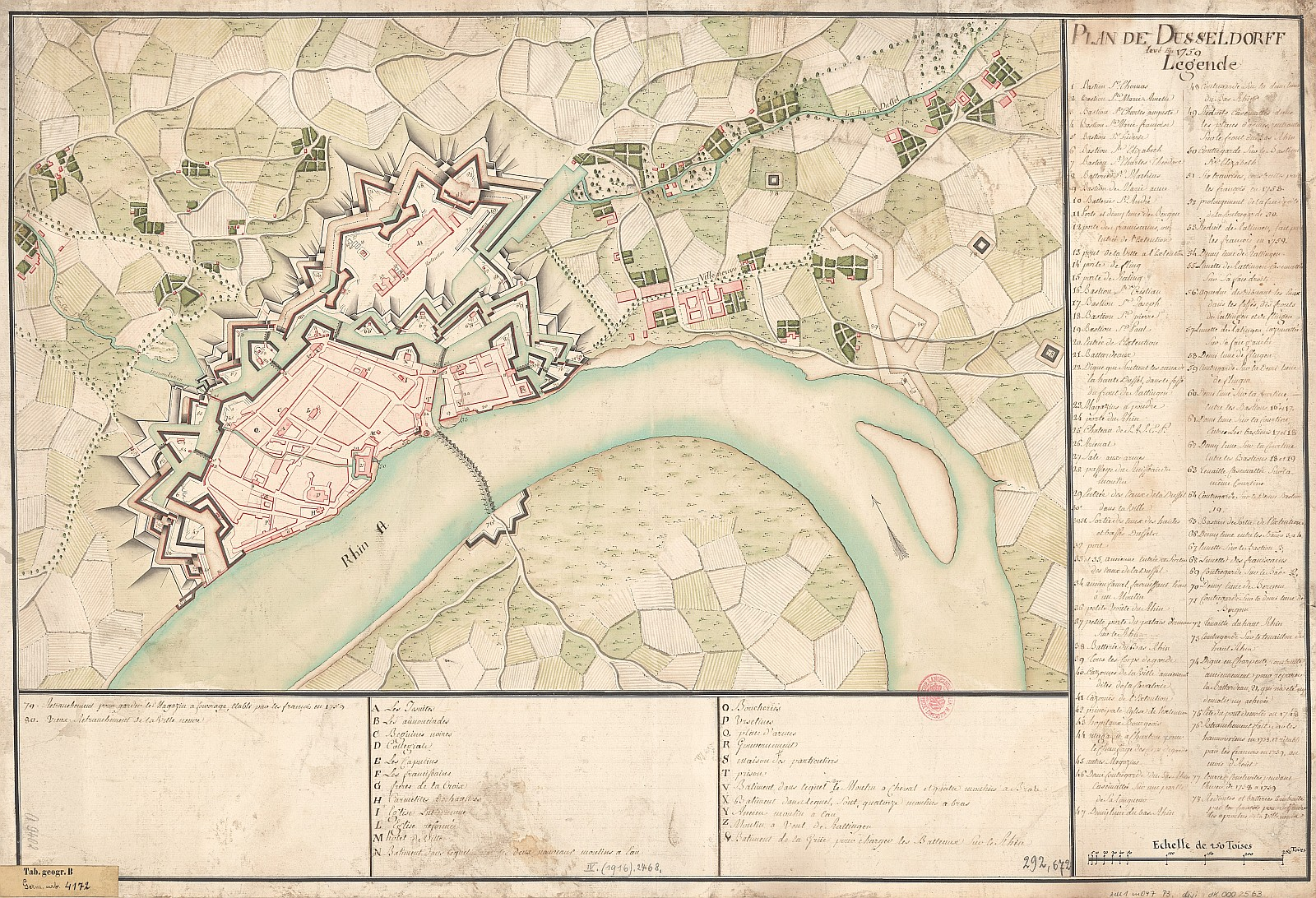
Plan de Dusseldorff – Der Festungsplan von 1759, vermutlich angefertigt von Ingenieurgeografen der französischen Armee, zeigt den vollständigen Ausbau der barocken Residenzfestung Düsseldorf.

Plan de Dusseldorff – Der Festungsplan von 1795 zeigt den letzten Ausbaustand der Festung Düsseldorf. Außerhalb der Festung sind das Schloss Jägerhof und seine Gartenanlage („Jardin de la Venerie“) als Ursprung des Düsseldorfer Hofgartens zu sehen.

Kurprinz Johann Wilhelm von der Pfalz, am Niederrhein volkstümlich Jan Wellem genannt, bezog 1679 bei seinem Amtsantritt als Herzog des kurpfälzischen Nebenlandes Jülich-Berg Düsseldorf als seine Residenz. Als er 1690 pfälzischer Kurfürst wurde, blieb er dort, zumal die kurpfälzische Hauptstadt Heidelberg und deren Schloss im Pfälzischen Erbfolgekrieg schwer beschädigt worden waren. In Anbetracht der Reunionspolitik Ludwigs XIV. plante Jan Wellem spätestens ab 1688 die Modernisierung Düsseldorfs zur barocken Residenzstadt. Seinen Festungsbaumeister Michael Cagnon ließ er Pläne für einen massiven Ausbau („Extension“) der Festung entwickeln und sie nach zeitgenössischen Kenntnissen der Festungslehre ertüchtigen und erweitern. Als Cagnons Nachfolger setzte Jacob Dubois diese Arbeiten fort. Als Gutachter der Pläne Cagnons kommen der niederländische Festungsbaumeister Menno van Coehoorn und der italienische Architekt Domenico Martinelli in Betracht. Auf dem linken Rheinufer, im Territorium von Kurköln, ließ der Kurfürst im Jahr 1700 das Fort Düsselburg als Außenwerk seiner Festung und Anlegestelle einer 1689 angelegten Gierseilfähre errichten. Nachdem Jan Wellem 1716 verstorben war, wurden die Pläne für eine große Extension, die bogenförmig von der Flinger Bastion zum Rheinknie verlaufen sollte, nicht mehr verwirklicht.
Johann Wilhelms Bruder und Nachfolger Karl III. Philipp von der Pfalz verlegte die kurpfälzische Residenz nach Mannheim. Aufgrund einer drohenden Auseinandersetzung mit Preußen ließ er allerdings die Düsseldorfer Festung zwischen 1733 und 1739 von Festungsdirektor Friedrich von Fremelle weiter verstärken. Gegenüber den ursprünglichen Plänen Jan Wellems fiel der Ausbau jedoch deutlich minimiert aus. Der weiterhin als „Extension“ bezeichnete Ausbau schuf eine befestigte Linie, die die älteren Festungswerke an der Ecke Königsallee/Königsstraße mit der Zitadelle in der Südstadt verband. Es entstanden vier neue Werke, die Bastion Christianus zwischen der Bazar- und der Grabenstraße, weiterhin die Bastion Anna an der Ecke Benrather- und Kanalstraße, die Bastion Petrus an der Ecke Königsallee und Karl-Theodor-Straße sowie die Bastion Paulus an der Kasernenstraße. Eine kleine Brücke, das sogenannte Stadtbrückchen, verband die Bastionslinie mit der Stadt. Zwischen der Extension und der Zitadelle entstand eine Reihe weiterer kleinerer Werke.
Als die Bevölkerung Düsseldorfs in der zweiten Hälfte des 18. Jahrhunderts stark anwuchs, drängte sich eine neue Stadterweiterung auf. Während des Siebenjährigen Krieges waren die Befestigungen im Süden der Stadt stark ausgebaut worden. Durch diese Maßnahmen hatte der nördlich gelegene, ältere Festungsabschnitt zwischen der Flinger- und der Berger Bastion an fortifikatorischer Bedeutung eingebüßt. Statthalter Graf Johann von Goltstein ließ daher diesen Abschnitt schleifen, um Platz für die neue Carlstadt zu schaffen. Weitere Abbrucharbeiten erfolgten von 1784 bis 1787. Am 7. September 1787 wurden die Bebauungspläne des neuen Stadtteils Carlstadt, der nach dem pfälzischen Kurfürsten und Herzog von Berg Carl Theodor benannt wurde, veröffentlicht. Durch Steuernachlässe wurden zahlreiche Bauwillige angelockt.

## Die Schleifung und städtebauliche Umgestaltung

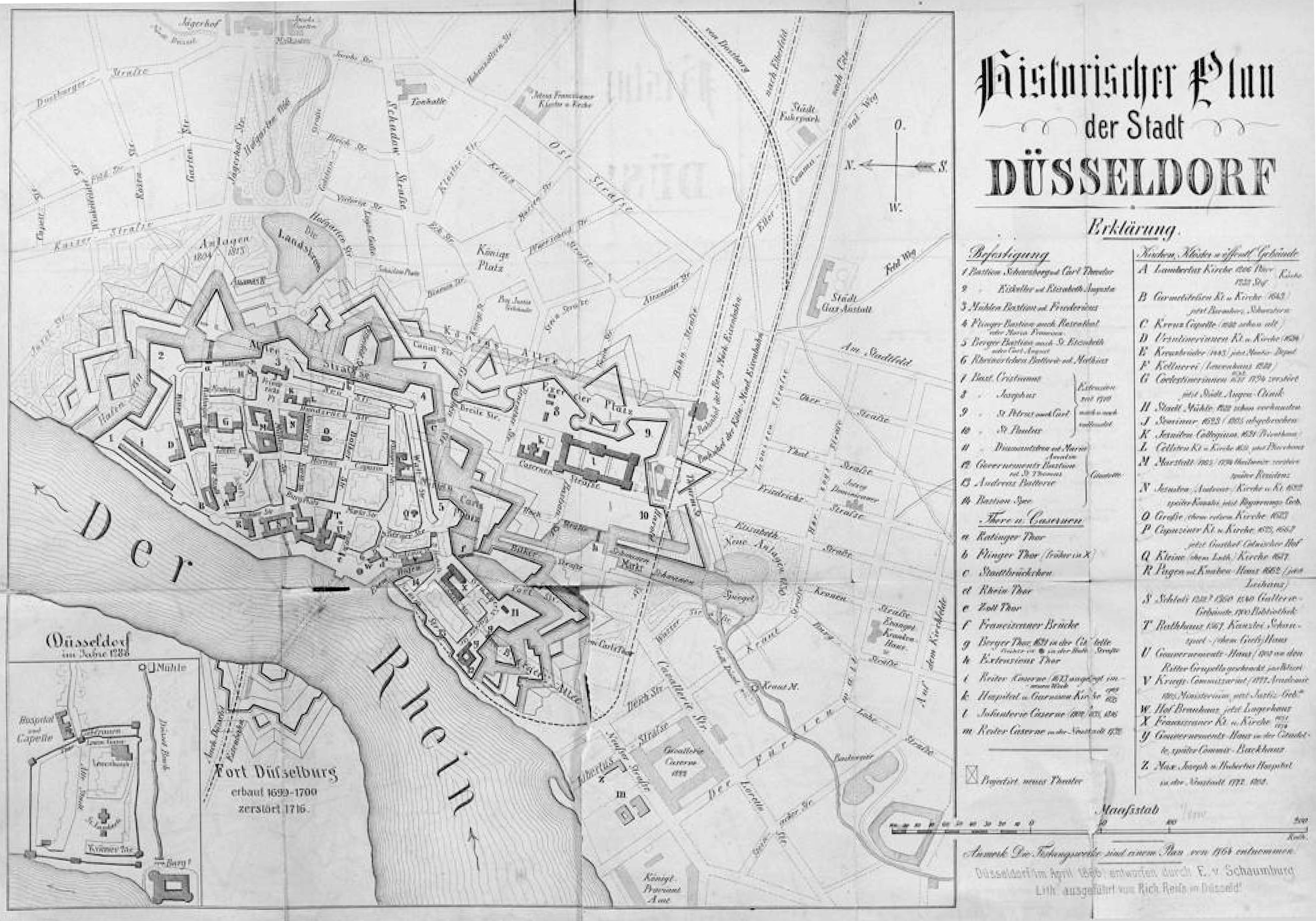
Ernst von Schaumburg: Historischer Plan der Stadt Düsseldorf – Illustration zur Erklärung der Lage der historischen Festungselemente in Bezug auf städtebauliche Entwicklungen in der ersten Hälfte des 19. Jahrhunderts, 1866

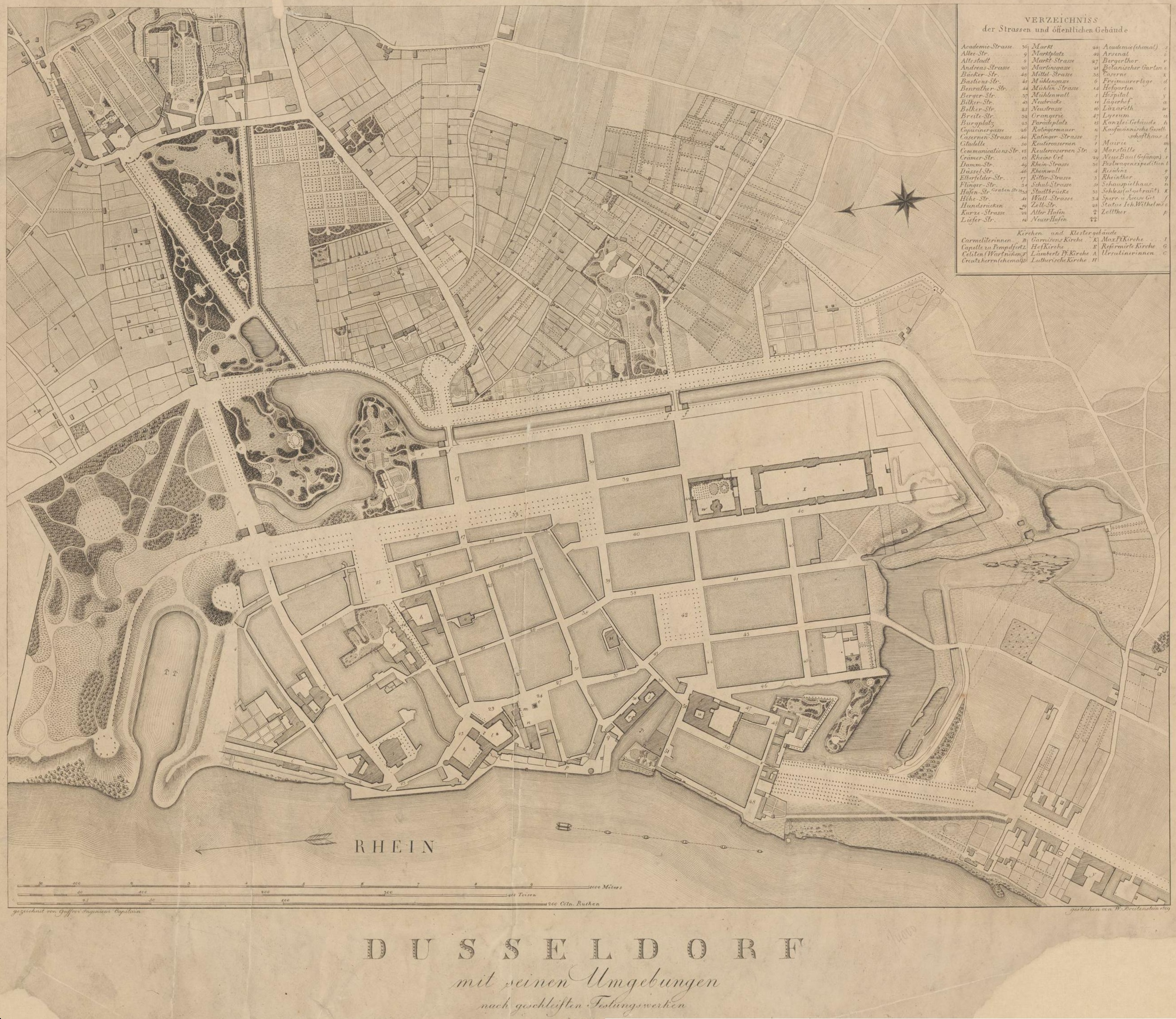
Düsseldorf mit seinen Umgebungen nach geschleiften Festungswerken – Darstellung der städtebaulichen Umgestaltung des Festungsrings in einem Plan von 1809

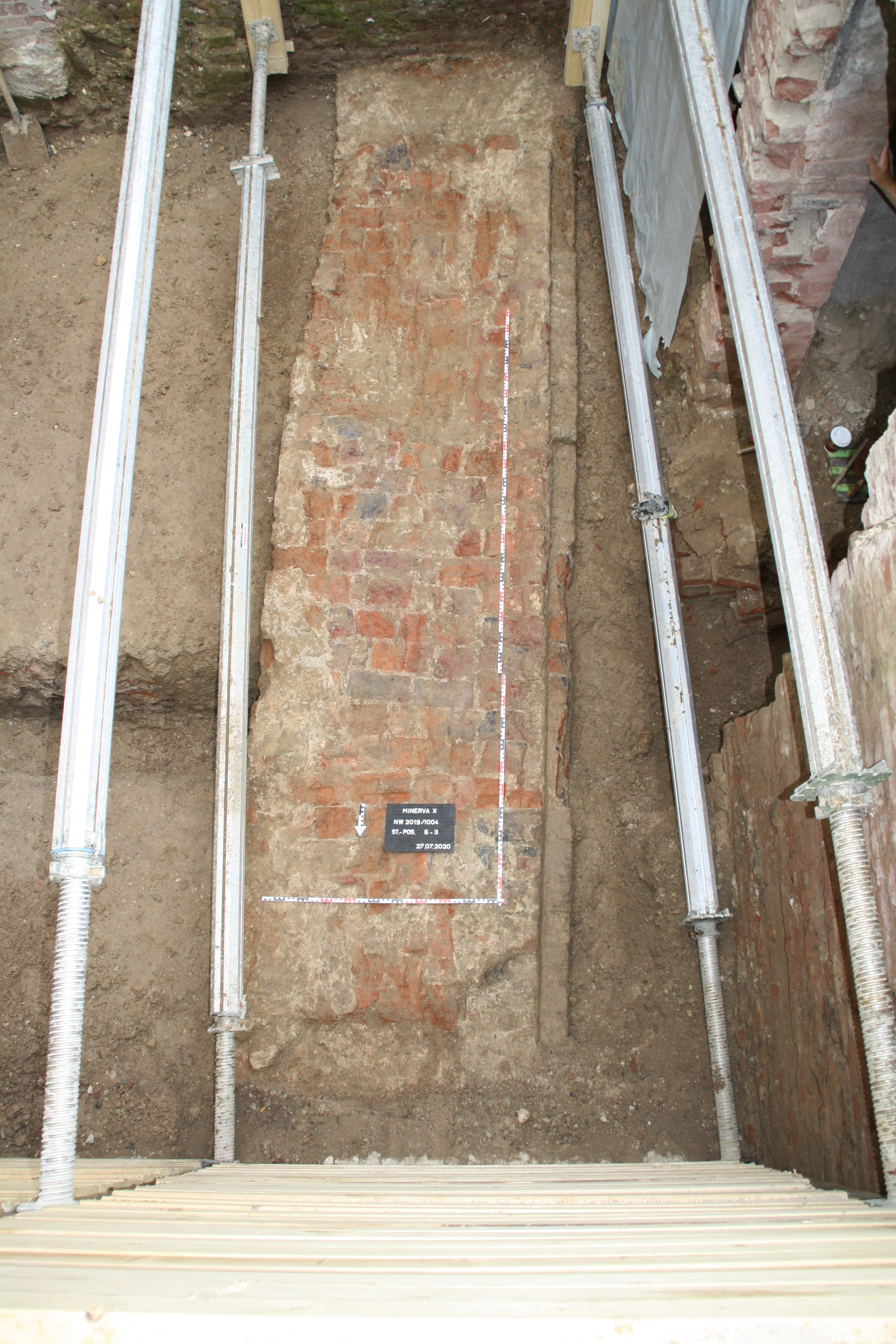
Contregardeabschnitt der Festung Düsseldorf im Hof des Schumannhauses Düsseldorf während einer Ausgrabung

In Artikel VI des Friedens von Lunéville verpflichtete sich das Heilige Römische Reich 1801 gegenüber Frankreich, die Stadtbefestigung Düsseldorfs, die im Ersten Koalitionskrieg schweren Schaden genommen hatte, nicht wiederherzustellen. Weil ein fortifikatorischer Nutzen des Düsseldorfer Festungsrings dem kurpfalz-bayerischen Landesherrn Max Joseph gering erschien, ließ er bereits vor Inkrafttreten dieser Regelung unter Aufsicht seines bergischen Geheimrats Johann Wilhelm von Hompesch zu Bolheim ein Konzept für eine neue Nutzung des Festungsgeländes entwickeln. Dieses Konzept, das ab 1802 von einer „Commission für die Leitung der Bebauungs-Angelegenheiten“ unter Georg Arnold Jacobi weiter ausgearbeitet wurde, sah neben der Umgestaltung und Verschönerung der Stadt durch Esplanaden und von der Düssel gespeisten neuen Gewässern (Boulevard an der Landskrone, Stadtgraben, Neuer Hofgarten) auch die Anlage eines Sicherheitshafens am Rhein auf der Nordseite der Stadt vor. Auf den freiwerdenden Flächen entwickelte der Gartenarchitekt Maximilian Friedrich Weyhe ab 1803 elegante Alleen als neue Straßenzüge. Unter beträchtlicher Erweiterung früherer Garten- und Festungsanlagen überformte er das Glacis, die Stadtgräben und den alten Hofgarten zu einem englischen Landschaftsgarten. Die Planungen waren darauf ausgerichtet, die Stadt so zu entwickeln, dass sie halbkreisförmig von einem Kranz landschaftlich gestalteter Freiflächen und Chausseen umgeben war. Als Napoleon Bonaparte, seit 1808 Regent des Großherzogtums Berg, die bergische Hauptstadt im November 1811 besichtigte, wurden ihm auch die Pläne zur städtebaulichen Umgestaltung Düsseldorfs vorgestellt. Darauf erließ er am 17. Dezember 1811 das sogenannte „Verschönerungsdekret“, das unter anderem den Bau des Sicherheitshafens binnen zweier Jahre verfügte, die dazu notwendigen Finanzmittel aus der Grundsteuer des Großherzogtums Berg bereitstellte und das Festungsgelände an die Stadt Düsseldorf übertrug. Einige nach der Schleifung übrig gebliebene Festungselemente verschwanden im Laufe des 19. Jahrhunderts aus dem Stadtbild, kommen bei Tiefbauarbeiten jedoch immer wieder zu Tage.

## Denkmalpflege
Der Bereich der Festung Düsseldorf ist ein Bodendenkmal nach dem Gesetz zum Schutz und zur Pflege der Denkmäler im Lande Nordrhein-Westfalen als das Bodendenkmal D 17 in die Denkmalliste der Stadt Düsseldorf eingetragen. Tiefbauarbeiten in diesem Bereich müssen archäologisch begleitet werden und sind an die Denkmalbehörden zu melden.

## ArcheoPoint

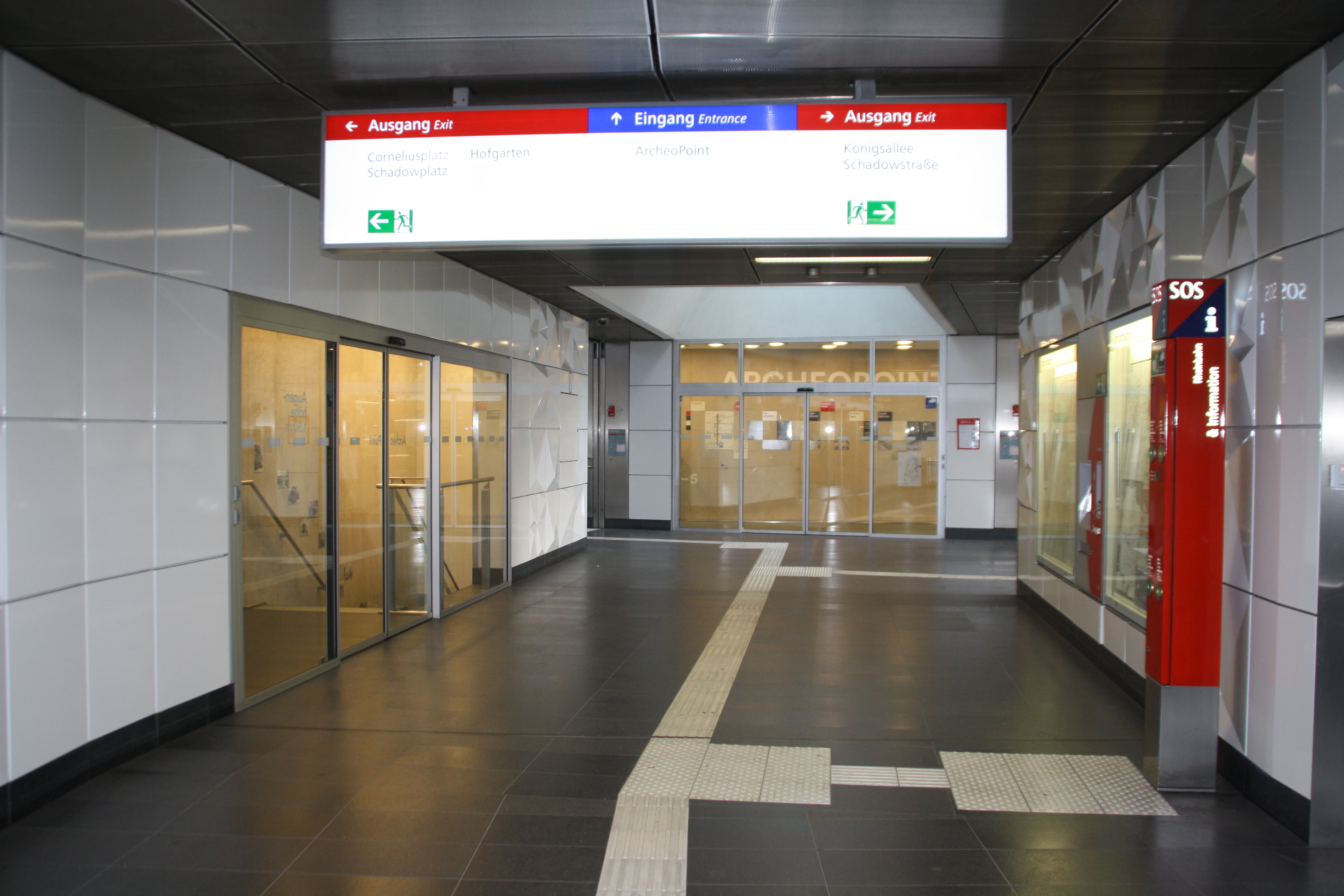
Zugang zum ArcheoPoint im U-Bahnhof Heinrich-Heine-Allee

Bei archäologisch begleiteten Großbauprojekten konnte die Festung Düsseldorf an zahlreichen Stellen in der Düsseldorfer Innenstadt von Archäologen untersucht und dokumentiert werden. Besonders beim Bau der Wehrhahn-Linie oder dem Umbau des Kö-Bogens wurden erhebliche Abschnitte des Bodendenkmals unwiederbringlich zerstört. Als Ausgleichsmaßnahme war bereits zu Beginn des U-Bahnbaus der Erhalt beispielhafter Festungsteile geplant worden. Dazu wurden während der Bauarbeiten aussagekräftige Festungselemente transloziert und in einem eigens eingerichteten Schauraum, dem ArcheoPoint, im U-Bahnhof Heinrich-Heine-Allee unter dem Zugang Königsallee ausgestellt. Der mit einem Kostenaufwand von etwa 1,5 Millionen Euro errichtete Ausstellungsraum wurde am 11. September 2016 eröffnet. Die Dauerausstellung kostet keinen Eintritt und ist täglich von 10 bis 18 Uhr zugänglich.